# Taiwanaenidea
Taiwanaenidea là một chi bọ cánh cứng trong họ Chrysomelidae.
Chi này được miêu tả khoa học năm 1984 bởi Kimoto.

## Các loài
Các loài trong chi này gồm:
- Taiwanaenidea collaris Kimoto, 1984
- Taiwanaenidea strigosa Kimoto, 1984